# Carlos de Luna y Arellano II
Carlos de Luna y Arellano (14?? - ca 1540) fue Mariscal de Castilla y Señor de Ciria y Borobia, y procurador en Cortes por la ciudad de Soria durante las Comunidades de Castilla.

## Biografía
Carlos de Luna y Arellano estaba entroncado con la casa de Arellano y la casa de Luna a través de su padre, de su mismo nombre. Su madre, Constanza de Torres, era hija del regidor soriano Juan de Torres. Al igual que su padre, formó parte del linaje de Salvadores, uno de los Doce Linajes de Soria.
Hacia 1513, Carlos de Luna y Arellano contrajo matrimonio con Juana de Mendoza, hija del señor de Rello y viuda del alcaide de Ponferrada y Peñalcázar. El matrimonio se instalaró en la ciudad de Soria. Sin embargo, la tutela de los hijos de Juana la obtuvo un tío paterno, Juan de Torres, y con ella la administración de las propiedades que les correspondían. Es de suponer que este hecho provocó hostilidad entre Juan de Torres y Carlos de Arellano.

### Procurador en la Santa Junta
El descontento provocado por la llegada del rey Carlos I y su corte flamenca, y los requerimientos fiscales que requerían su candidatura como Emperador, provocaron descontento en Castilla. Juan de Torres fue uno de los procuradores que en representación de Soria viajaron a las Cortes de Santiago (abril de 1520), que frente a la opinión de la ciudad concedieron los servicios requeridos por el rey. La hostilidad hacia Juan de Torres hizo de Carlos de Arellano un candidato adecuado para representar a la ciudad en las Juntas extraordinarias que se empezaron a declarar en oposición al rey. Carlos de Arellano viajó como uno de los dos procuradores de Soria a Valladolid (para una asamblea que no llegó a producirse), y posteriormente como uno de los cuatro procuradores sorianos en la Junta de Tordesillas (septiembre de 1520).